# Remi Tsuruta
Remi Tsuruta (* 18. April 1997 in Kagoshima) ist eine japanische Leichtathletin, die sich auf den Sprint spezialisiert hat.

## Sportliche Laufbahn
Erste internationale Erfahrungen sammelte Remi Tsuruta bei den World Athletics Relays 2021 im polnischen Chorzów, bei denen sie mit der 4-mal-100-Meter-Staffel in 44,40 s den vierten Platz belegte und damit einen Startplatz für die Olympischen Spiele in Tokio erkämpfte, bei denen sie mit 43,44 s in der Vorrunde ausschied. 2023 belegte sie bei den Asienmeisterschaften in Bangkok in 23,48 s den fünften Platz über 200 Meter und gewann mit der Staffel in 43,95 s gemeinsam mit Miu Kurashige, Arisa Kimishima und Midori Mikase die Silbermedaille hinter dem chinesischen Team. Anschließend schied sie bei den Weltmeisterschaften in Budapest mit 23,49 s in der ersten Runde über 200 Meter aus. Bei den World Athletics Relays 2024 auf den Bahamas verpasste sie mit der 4-mal-100-Meter-Staffel eine Direktqualifikation für die Olympischen Spiele in Paris und im Jahr darauf belegte sie bei den Asienmeisterschaften in Gumi in 23,29 s den vierten Platz über 200 Meter.
2020 wurde Tsuruta japanische Meisterin im 200-Meter-Lauf. Zudem wurde sie 2024 und 2025 Hallenmeisterin über 60 Meter.

## Persönliche Bestleistungen
- 100 Meter: 11,44 s (+1,8 m/s), 13. April 2024 in Izumo
  - 60 Meter (Halle): 7,38 s, 4. Februar 2024 in Osaka
- 200 Meter: 23,17 m (−0,1 m/s), 3. Oktober 2020 in Niigata